# Cunina duplicata
Cunina duplicata is een hydroïdpoliep uit de familie Cuninidae. De poliep komt uit het geslacht Cunina. Cunina duplicata werd in 1893 voor het eerst wetenschappelijk beschreven door Maas. 